# Ultima Underworld
Ultima Underworld je spin-offová série tří počítačových RPG her, jež vychází ze série Ultima. První dvě hry vydala společnost Origin Systems na začátku devadesátých let a vyvinulo je studio Looking Glass Technologies (též Blue Sky Productions nebo Looking Glass Studios).
Vylepšený engine hry byl použit na další kultovní hru Looking Glass System Shock. Enginem první hry série se inspiroval John Carmack pro tvorbu hry Wolfenstein 3D.

## Hry série
- Ultima Underworld: The Stygian Abyss (1992)
- Ultima Underworld II: Labyrinth of Worlds (1993)
- Underworld Ascendant (2018)